# Рождественский сельсовет (Тамбовская область)
Рождественский сельсовет — муниципальное образование со статусом сельского поселения в Рассказовском районе Тамбовской области.
Административный центр — село Рождественское.

## История
В соответствии с Законом Тамбовской области от 17 сентября 2004 года № 232-З установлены границы муниципального образования и статус сельсовета как сельского поселения.

## Население
| 2010 | 2012 | 2013 | 2014 | 2015 | 2016 | 2017 |
| ---- | ---- | ---- | ---- | ---- | ---- | ---- |
| 1001 | ↘965 | ↘929 | ↘879 | ↘848 | ↘831 | ↘804 |
| 2018 | 2019 | 2020 | 2021 |      |      |      |
| ↘775 | ↘767 | ↘733 | ↗765 |      |      |      |

## Состав сельского поселения
| № | Населённый пункт | Тип населённого пункта       | Население |
| - | ---------------- | ---------------------------- | --------- |
| 1 | Можаровка        | деревня                      | 40        |
| 2 | Мосоловка        | деревня                      | 1         |
| 3 | Плетни           | деревня                      | 120       |
| 4 | Рождественское   | село, административный центр | 490       |
| 5 | Телешовка        | село                         | 350       |